# 皮德蓋涅 (茲多爾布尼夫區)
50°22′17″N 26°2′4″E / 50.37139°N 26.03444°E
皮德蓋涅（烏克蘭語：Підгайне），是烏克蘭西北部的村莊，隸屬里夫內州的里夫內區。該村始建於1946年，面積5.12平方公里，海拔高度308米，2001年人口76，人口密度每平方公里14.8人。